# Manchurerand
Manchurerand (latin: Aythya baeri) er en dykand, der lever i Manchuriet og nabolande.